# Mas de Golonor
El Mas de Golonor és una masia de Sisteró, al municipi dels Plans de Sió (Segarra), inclosa a l'Inventari del Patrimoni Arquitectònic de Catalunya.

## Descripció
És una masia en un punt elevat que dona una visió del territori i que orienta les dependències per tal d'aprofitar els avantatges climatològics, a prop del riu Sió. Té una coberta a dues aigües amb el mur realitzat amb paredat i carreus regulars de pedra.
Presenta una divisió de planta baixa i dues plantes superiors. La planta baixa s'organitza al voltant d'un espai central, l'entrada, amb les quadres a un costat i el magatzem o graner a l'altre. A la porta principal hi ha un arc rebaixat amb una inscripció on apareix l'any de construcció o ampliació, el 1807. La primera planta té tres obertures a l'exterior, un balcó central i dues finestres de mitjanes dimensions als laterals, que corresponen a la zona utilitzada com a habitatge. A la segona planta o golfes trobem tres finestres de petites dimensions situades simètricament a les obertures de la primera planta.
Recentment s'ha construït una mena de mur de contenció amb la presència d'una graonada d'accés amb maons de formigó, així com diferents estances annexes a la masia.

## Història
Aquesta masia fou construïda als anys setanta del segle xix per servir d'habitatge als encarregats de guardar el castell de Ratera, propietat de l'arquitecte Joaquim Vilaseca.